# Vallecalle
Vallecalle ist eine Gemeinde auf der französischen Insel Korsika. Sie gehört  zum Département Haute-Corse, zum Arrondissement Calvi und zum Kanton Biguglia-Nebbio.
Nachbargemeinden sind Piève, San-Gavino-di-Tenda und Santo-Pietro-di-Tenda im Nordwesten, Olmeta-di-Tuda im Nordosten, Rutali im Südosten, Murato im Süden sowie Rapale im Westen.
Das Siedlungsgebiet liegt auf ungefähr 150 Metern über dem Meeresspiegel.

## Bevölkerungsentwicklung

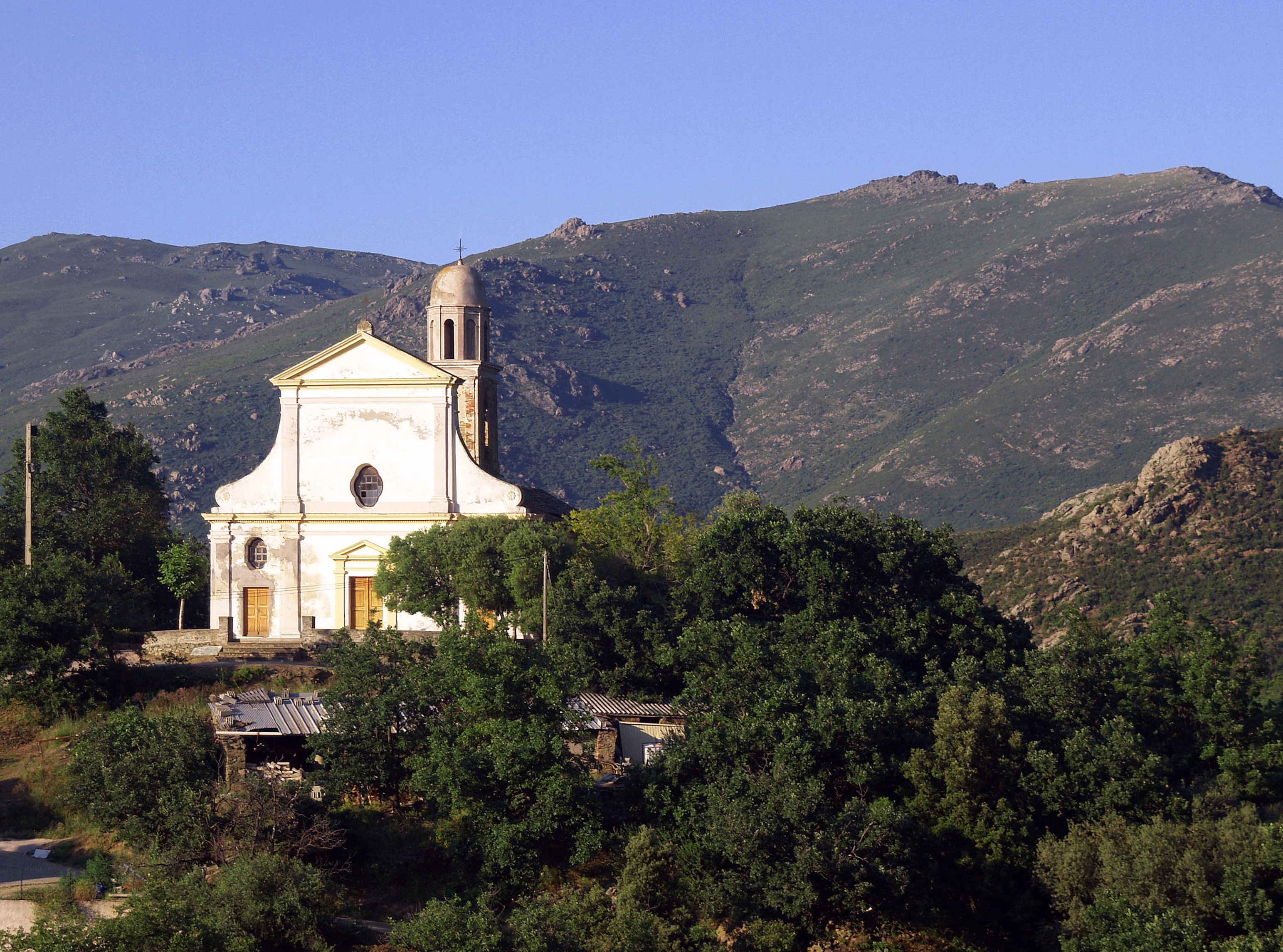
Kirche Saint-Paul

| Jahr      | 1962 | 1968 | 1975 | 1982 | 1990 | 1999 | 2008 | 2017 |
| --------- | ---- | ---- | ---- | ---- | ---- | ---- | ---- | ---- |
| Einwohner | 158  | 149  | 126  | 100  | 95   | 109  | 110  | 137  |